# Palystella pallida
Palystella pallida là một loài nhện trong họ Sparassidae.
Loài này thuộc chi Palystella. Palystella pallida được George Newbold Lawrence miêu tả năm 1938.